# Trichotropis bicarinata
Trichotropis bicarinata är en snäckart som först beskrevs av G. B. Sowerby I 1825.  Trichotropis bicarinata ingår i släktet Trichotropis och familjen toppmössor. Inga underarter finns listade i Catalogue of Life.